# 행복한 밤, TBN과 함께 (주말)
신채이의 주말 행복한 밤, TBN과 함께는 TBN 교통방송에서 주말 밤 10시부터 12시까지 방송중인 음악 프로그램이다.

## 프로그램 소개
- 행복한 하루의 마무리! tbn이 함께 합니다. '행복한 밤 tbn과 함께'에서는 오늘에서 내일로 넘어가는 길목, 행복하고 즐겁게 하루를 마칠 수 있도록 도와드릴게요. 더불어 심야 운전자 분들의 졸음을 몰아낼 수 있는 웃음과, 긍정적인 마음을 내일까지 이어갈 수 있도록 행복한 밤 함께 만들어요^^

## 코너소개

### 매일 코너
- 키워드 백일장 - 이번주 화제의 키워드를 알아보고, 해당 내용과 관련된 n행시 짓기를 해볼게요.
- 오늘은 왠지... - 제작진이 선곡한 노래와 청취자들이 신청한 노래들로 채우는‘오늘은 왠지...' 이 노래가 듣고 싶다!
- 안전 운전 클립 - 심야 운전 사고 예방을 위한 프로젝트! 교통안전 클립으로 중요한 교통안전 정보를 스크랩해가세요~ 클립으로 깔끔하게 끼워드릴게요.

## 요일 코너

### 토요일
- 고속도로를 부탁해 : 고속도로에 담겨 있는 이야기를 들려 드리고, 현재 고속도로 휴게소나 졸음쉼터에 계신 분들의 문자를 나눠보아요.

### 일요일
- 채영아 놀자~ : 채디, 신채이MC와 사전 MC계의 끝판왕 영디, 배영현 MC가 뭉쳤습니다! 추억의 놀이를 주제로 과거를 회상해 보는 시간 (고정출연: 방송인 배영현)